# Trifolium brutium
Trifolium brutium är en ärtväxtart som beskrevs av Michele Tenore. I den svenska databasen Dyntaxa används istället namnet Trifolium aurantiacum. Enligt Catalogue of Life ingår Trifolium brutium i släktet klövrar och familjen ärtväxter, men enligt Dyntaxa är tillhörigheten istället släktet klövrar och familjen ärtväxter. Arten förekommer tillfälligt i Sverige, men reproducerar sig inte. Inga underarter finns listade i Catalogue of Life.